# Équipe du Bhoutan de cricket
L'équipe du Bhoutan de cricket est une sélection des meilleurs joueurs de Cricket au Bhoutan, l'organisme gérant le cricket au Bhoutan est le Bhutan Cricket Council Board. Le Bhoutan participe aux compétitions internationales, comme l'ICC Trophy ou la Coupe du monde de cricket.
Pour la sélection féminine, voir Équipe du Bhoutan de cricket féminine.

## Histoire
Le Bhutan Cricket Council Board est fondée en 2001, la même année, elle devient membre associé de l'Asian Cricket Council et l'International Cricket Council.
Le quartier général de la BCCB se trouve dans la ville de Thimphou au Bhoutan.
Jigme N. Norbu est membre du Conseil exécutif de l'ACC (Asian Cricket Council).
Le ACC invite en mars 2003, l'équipe du Bhoutan a participé au Emerging Nation Trophy est y affrontera le Népal et les Maldives. Le Bhoutan y terminera troisième sans victoire.
En juin 2004, l'équipe du Bhoutan participe à son premier tournoi important lors de la cinquième édition de l'ACC Trophy.
Le 12 juin 2004, le Bhoutan affronte le Népal pour son premier match officiel dans une grande compétition international, sur le terrain de Kelab Aman a Kuala Lumpur en Malaisie. Le Népal remporte la rencontre sur un score de 92-91.
Le capitaine Damber Singh Gururng obtient en 2004 en Thaïlande le niveau 1 d’entraîneur de Cricket et le niveau 2 en Malaisie en 2005. Devient en 2007 le sélectionneur du Bhoutan.
Le Bhoutan a participé au ACC Trophy Challenge 2009, où il termine finaliste de la compétition. Ce résultat qualifie le Bhoutan pour le prochain ACC Trophy Elite 2010 ainsi que pour la Division 8 de la Ligue mondiale de cricket ICC 2010.
Le Bhoutan participe au ICC World Cricket League Asia Region Division One 2017. La sélection du Bhoutan termine à la sixième place.

## Palmarès
| Emerging Nation Trophy - 2003 : 3e ACC Trophy - 1996 : Non présente - 1998 : Non présente - 2000 : Non présente - 2002 : Non présente - 2004 : 6e - 2006 : 13e ACC Trophy Elite - 2008 : Non présente - 2010 : 8e - 2012 : 10e ACC Elite League - 2014 : 6e ACC Trophy Challenge - 2009 : 2e - 2010 : Non présente - 2012 : Non présente | ACC Premier League - 2014 : Non présente - 2017 : Division 8 de la Ligue mondiale de cricket ICC - 2010 : 7e - 2012 : 8e ACC Twenty20 Cup - 2007 : Non présente - 2009 : Non présente - 2011 : 9e - 2013 : Non présente - 2015 : Non présente Cricket aux Jeux asiatiques - 2010 : Non présente - 2014 : Non présente Cricket aux Jeux sud-asiatiques - 2010 : Non présente ICC World Cricket League Asia Region Division One - 2017 : 6e |

Asian Cricket Council Under-19 Elite Cup
- 2009 : 9e[5]

ACC Under-19 Eastern Région
- 2017 : 6e[6]

## Classement
Classement ICC
- 46ème position sur 104 pays en 2010[7]

Classement zone Asie
- 5ème sur 25 en 2017

## Infrastructure
Thimphu Cricket Ground créer en 2004.
Paro Shaba Ground and picture créer en 2006.

## Entraîneur de cricket du Bhoutan
| Sélectionneur                           | Période         | Matchs | Gagnés | Perdus | Gagnés % |
| --------------------------------------- | --------------- | ------ | ------ | ------ | -------- |
| Oshadee Weerasinghe Jayanta Seneviratne | 2001 - 2003     | 2      | 0      | 2      | 0        |
| Baba Mazahir Sourjah                    | 2003 - 2006     | 8      | 2      | 6      | 25       |
| Damber Singh Gururng                    | 2007 - en cours | 50     | 9      | 41     | 18       |
| Totals                                  | Totals          | 60     | 11     | 49     | 18.33    |

## Président
| N° | Président              | Période         |
| -- | ---------------------- | --------------- |
| 1  | Lyonpo Khandu Wangchuk | 2001 - en cours |

## Sélections
| Joueur                        |
| ----------------------------- |
| Damber Singh Gururng (Cap)    |
| Tshering Dorji (Vice-Cap)     |
| Tandin Wangchuk (Offie-Tuffy) |
| Tshering Dorji (Phama)        |
| Phuntsho Wangdi               |
| Tshering Tashi                |
| Sanjog Chhetri                |
| Manoj Adhikari                |
| Bikash Sharma Luitel          |
| Lobzang Yonten                |
| Barun Wakhley                 |
| Dorji Dakpa                   |
| Pelyang Dorj                  |

| Joueur               |
| -------------------- |
| Tshering Dorji (Cap) |
| Dampo Dorji          |
| Thinley Jamtsho      |
| Kumar Subba          |
| Dorji Loday          |
| Bikash Luitel        |
| Kencho Norbu         |
| Suprit Pradhan       |
| Sonam Tobgay         |
| Tashi Tshering       |
| Ugyen Dorji          |
| Barun Wakhley        |
| Tandin Wangchuk      |
| Phuntsho Wangdi      |